# Giuseppe Sparzani
Giuseppe Sparzani (Venezia, 9 ottobre 1899 – Roma, 13 febbraio 1964) è stato un militare italiano, sottosegretario di Stato alla Marina della Repubblica Sociale Italiana nel 1944 e nel 1945.

## Biografia
Nato a Venezia, partecipò alla Grande Guerra sull'incrociatore San Marco e poi sul Conte di Cavour, venne nominato guardiamarina il 19 ottobre 1916. e Partecipò anche alla guerra d'Etiopia con la carica di comandante della dell'incrociatore San Giorgio di stanza a Tobruk poi come volontario partecipò alla Guerra civile spagnola. Nel 1940 si trovava al comando della Vittorio Veneto prese parte alla battaglia di Capo Teulada e alla Prima battaglia della Sirte nel 1941; nel settembre 1943 aderì alla Repubblica Sociale Italiana. 
Il 15 febbraio 1944 venne nominato sottosegretario alla Marina sostituendo Ferruccio Ferrini. A causa dei suoi alterchi con la Kriegsmarine e della sua contrarietà alla strage di Bassanodel settembre 1944 obbligarono Mussolini alle sue dimissioni il 21 febbraio 1945 e a sostituirlo con Bruno Gemelli.
Dopo la caduta della Repubblica Sociale Italiana si persero le sue tracce fino all'inizio di luglio 1946, poi venne arrestato e accusato di collaborazionismo con il nemico dal Tribunale militare di Roma ma il 31 luglio venne assolto e scarceratoma il pubblico ministero era contrario alla sua assoluzione e chiese sette di reclusione di cui cinque condonati.
Morì a Roma il 13 febbraio 1964 e il suo funerale si svolse con tutti gli onori militari con reparti della Marina.